# (69988) 1998 WA31
1998 دابليو أي 31 (ويعرف أيضًا باسم (69988) 1998 دابليو أي 31 وفق تسمية الكوكب الصغير) (بالإنجليزية: 1998 WA31)‏ هو كويكب ضمن حزام الكويكبات؛ وترتيبه 69988 من حيث الاكتشاف.
اكتُشف هذا الجُرم الفلكي بواسطة مارك ويليام بوي في 18 نوفمبر 1998.

## وصلات خارجية
- (69988) 1998 WA31 في قاعدة بيانات مختبر الدفع النفاث لأجرام النظام الشمسي الصغيرة

- الاكتشاف · مخطط المدار ·  العناصر المدارية · المعلمات المادية

- (69988) 1998 WA31 على موقع ويكي سكاي: DSS2, SDSS, GALEX, IRAS, Hydrogen α, X-Ray, Astrophoto, Sky Map, Articles and images